# Kamniti lovec

## Opis
Kamniti lovec je 2071 metrov visok vrh v Zahodnih Julijskih Alpah nad dolino Zajzere na zahodu, Jezerske doline (Rablejska dol.) ter Mrzle vode na jugovzhodu in Svetimi Višarji na severu. Kamniti lovec je priljubljena izletniška točka nad Trbižem. Zaradi kratkega dostopa, ki ga skrajša žičnica na Višarje je dobro obiskan. Na vrh na katerem stoji križ pripeljeta dve poti. Prva, ki jo uporablja večina planincev in je tudi lažja pride z Svetih Višarij, druga težja pa iz doline Zajzere po markirani peš poti čez sedlo Prašnik. Tudi lažja pot v zadnjem delu zahteva precejšnjo previdnost. Sicer pa je s Kamnitega lovca zelo lep pogled na Viš in Montaž in njune sosednje vrhove. Ne manjkajo tudi osrednji/zahodni Julijci, kjer kraljujeta Mangart in Jalovec. Proti severu pa je pogled na Karnijske Alpe za katerimi vidimo nekoliko višje Ziljske in Krške Alpe pa tudi del Visokih Tur.

## Poti
| Svete Višarje - Kamniti lovec             | 1 h 30 min | zahtevna označena pot                         |
| Žabnice - Kamniti lovec                   | 3 h 30 min | zahtevna označena pot                         |
| Ovčja vas - Kamniti lovec                 | 4 h        | zahtevna označena pot                         |
| Trbiž - Kamniti lovec (po servisni cesti) | 4 h 25 min | lahka neoznačena steza, zahtevna označena pot |